# Chris Jespersen
Pour les articles homonymes, voir Jespersen.
Chris André Jespersen, né le 18 octobre 1983 à Etne, est un fondeur norvégien. Il est spécialiste des épreuves de distance, auxquelles il participe principalement en Coupe du monde, où il monte six sur le podium lors d'épreuves individuelles, dont une deuxième place sur le Tour de ski en 2014.

## Biographie
Membre du Korlevoll IL, Chris Jespersen est devenu un des espoirs du ski de fond norvégien en 2003, en gagnant le 30 km des Championnats du monde juniors à Sollefteå. Il prend son premier départ en Coupe du monde le décembre qui suit à Dobbiaco. 
En 2006, aux Championnats du monde des moins de 23 ans, à Kranj, il se classe quatrième du quinze kilomètres classique et monte sur un premier podium en Coupe de Scandinavie.
En février 2008, il est membre du relais vainqueur en Coupe du monde à Falun avec Martin Johnsrud Sundby, Morten Eilifsen et Petter Northug. Au mois de novembre suivant, il inscrit ses premiers points pour le classement général avec une treizième place au quinze kilomètres de Gällivare. Au même endroit, il signe son premier top dix à ce niveau deux ans plus tard (4e).
En avril 2012, il remporte le marathon populaire Skarverennet en battant Petter Northug notamment.
Il connaît ses premiers podiums lors de la saison 2013-2014, où il se classe deuxième du 30 km libre de Davos et surtout en terminant deuxième du Tour de ski, derrière son compatriote Martin Johnsrud Sundby. Il participe ensuite à ses premiers Jeux olympiques à Sotchi, où il termine notamment sixième au dix kilomètres classique et quatrième en relais. Jusque là, il s'entraînait dans une structure privée TUB à Trondheim, mais a accepté de rejoindre l'équipe nationale pour la saison suivante.
En décembre 2014, Jespersen monte sur son sixième et ultime podium individuel en Coupe du monde avec une troisième place au quinze kilomètres libre de Davos. En 2015, il prend part aux Championnats du monde à Falun, courant seulement le quinze kilomètres libre pour une huitième place finale.
Le Norvégien est perturbé par des problèmes de santé en amont de la saison 2015-2016.
Depuis 2017, il se consacre davantage aux courses longue distance de la Worldloppet.
En décembre 2018, après une longue période avec de rares apparitions dans l'élite, il se distingue à Davos encore avec une cinquième place. Une chute lui y coûte probablement, Jepsersen finissant à seulement 10 secondes du vainqueur.
En 2020, il s'entraîne dans une nouvelle discipline, le biathlon et apparaît aux Championnats de Norvège.

## Palmarès

### Jeux olympiques
| Épreuve / Édition | Sprint | Sprint                           | 15 km                            | 15 km     | Skiathlon 2 × 15 km | 50 km | Relais | Relais    |
| Épreuve / Édition | libre  | classique                        | libre                            | classique | Skiathlon 2 × 15 km | 50 km | Sprint | 4 × 10 km |
| JO 2014 Sotchi    | —      | Épreuve inexistante à cette date | Épreuve inexistante à cette date | 6e        | —                   | 32e   | —      | 4e        |

Légende :
- : pas d'épreuve
- — : non disputée par Jespersen

### Championnats du monde
| Épreuve / Édition   | Sprint                           | Sprint    | 15 km | 15 km                            | Skiathlon 2 × 15 km | 50 km | Relais | Relais  |
| Épreuve / Édition   | libre                            | classique | libre | classique                        | Skiathlon 2 × 15 km | 50 km | sprint | 4x10 km |
| Mondiaux 2015 Falun | Épreuve inexistante à cette date | —         | 8e    | Épreuve inexistante à cette date | —                   |       | —      |         |

Légende :
- : pas d'épreuve
- — : non disputée par Jespersen

### Coupe du monde
- Meilleur classement général : 4e en 2014.
- 6 podiums : 
  - 3 podiums en épreuve individuelle : 2 deuxièmes places et 1 troisième place.
  - 3 podiums en épreuve par équipes : 1 victoire, 1 deuxième place et 1 troisième place.

### Courses par étapes
- Tour de ski :
  - 2e de l'édition 2013-2014.
  - 3 podiums sur des étapes : 1 victoire et 2 troisièmes places.

#### Classements par saison
| Saison / Épreuve | Général | Général | Distance | Distance | Sprint | Sprint | Tour de ski depuis 2007 | Finales depuis 2008              | Nordic Opening depuis 2011       |
| ---------------- | ------- | ------- | -------- | -------- | ------ | ------ | ----------------------- | -------------------------------- | -------------------------------- |
| Saison / Épreuve | Place   | Points  | Place    | Points   | Place  | Points | Tour de ski depuis 2007 | Finales depuis 2008              | Nordic Opening depuis 2011       |
| 2009             | 120e    | 20      | 88e      | 20       | -      | -      | -                       | -                                | Épreuve inexistante à cette date |
| 2010             | 178e    | 3       | 118e     | 3        | -      | -      | -                       | -                                | Épreuve inexistante à cette date |
| 2011             | 85e     | 50      | 49e      | 50       | -      | -      | -                       | -                                | Abandon                          |
| 2012             | 78e     | 78      | 53e      | 51       | -      | -      | -                       | -                                | 25e                              |
| 2013             | 49e     | 148     | 37e      | 118      | -      | -      | -                       | 30e                              | 17e                              |
| 2014             | 4e      | 739     | 4e       | 354      | 106e   | 1      | 2e                      | Abandon                          | 8e                               |
| 2015             | 12e     | 426     | 12e      | 270      | -      | -      | 8e                      | Épreuve inexistante à cette date | 17e                              |
| 2016             | 95e     | 32      | 55e      | 32       | -      | -      | -                       | -                                | -                                |
| 2019             | 64e     | 83      | 37e      | 83       | -      | -      | -                       | -                                | -                                |

### Championnats du monde junior
- Sollefteå 2003 :
  -  Médaille d'or sur le trente kilomètres libre.

### Coupe de Scandinavie
- 4e du classement général en 2011.
- 6 podiums, dont 1 victoire.